# 完全犯罪 (1999年の映画)
『完全犯罪』（かんぜんはんざい、原題：Best Laid Plans）は、1999年のアメリカ映画。

## 概要
ある若いカップルの計画した完全犯罪が進行するにつれて破綻してゆく様を描いたクライム映画。
監督のマイク・バーカーはアメリカの映画を手がけるのはこれが初となる。

## あらすじ
出来心から麻薬の横領に協力してしまったニック。その犯行はばれ、犯行仲間が次々殺されてゆく。ボスへ大金の返済を迫られたニックは、恋人リサと協力し、彼の同級生であるブライスのコレクション、古紙幣を盗み売りさばこうと考えるが・・・

## キャスト
| 役名                   | 俳優                     | 日本語吹替 |
| ---------------------- | ------------------------ | ---------- |
| ニック                 | アレッサンドロ・ニヴォラ | 山野井仁   |
| リサ                   | リース・ウィザースプーン | 高橋理恵子 |
| ブライス               | ジョシュ・ブローリン     | 成田剣     |
| バッド・アス・デュード | ロッキー・キャロル       |            |
| チャーリー             | マイケル・G・ハガティ    |            |
| ジミー                 | テレンス・ハワード       |            |

## スタッフ
- 監督･･･マイク・バーカー
- 脚本･･･テッド・グリフィン
- 制作･･･アラン・グリースパン、ベッツィ・ビアーズ、クリス・ムーア、ショーン・ベイリー
- 製作総指揮･･･マイク・ニューウェル
- 音楽･･･クレイグ・アームストロング
- 撮影･･･ベン・セレシン
- 編集･･･スローン・クレビン
- 共同制作･･･ナンシー・パローアン＝ブレズニカー
- プロダクション・デザイナー･･･ソフィー・ベッカー
- 衣裳デザイン･･･スーザン・マテソン
- 配給･･･フォックス・サーチライト・ピクチャーズ、20世紀フォックス

## 評価
レビュー・アグリゲーターのRotten Tomatoesでは21件のレビューで支持率は43%、平均点は5.80/10となった。Metacriticでは14件のレビューを基に加重平均値が40/100となった。